# Мартинович, Глафира Сергеевна
Глафира Сергеевна Мартинович (бел. Глафіра Сяргееўна Марціновіч, родилась 4 февраля 1989 в Минске) — белорусская гимнастка, специализирующаяся в групповых упражнениях (художественная гимнастика), бронзовый призёр Олимпийских игр 2008 года в групповом многоборье. Заслуженный мастер спорта Республики Беларусь.